# Władisław Dworżecki
Władisław Wacławowicz Dworżecki (ros. Владислав Вацлавович Дворжецкий; ur. 26 kwietnia 1939 w Omsku, zm. 28 maja 1978 w Homlu) – radziecki aktor.

## Życiorys
Syn aktora Wacława Dworżeckiego i baleriny Taisii Rej. Studiował na uczelni medycznej, a następnie pobierał nauki w studiu teatralnym przy Omskim Teatrze Młodego Widza. W 1971 roku zadebiutował w filmie. Wystąpił m.in. w takich filmach jak: Ucieczka (oryg. Bieg, 1971), Solaris (1972), Ziemla Sannikowa (1973), Za obłakami niebo (1973), Do posledniej minuty (1974), Odnokaszniki (1978).